# Austria en los Juegos Mundiales de Breslavia 2017
Austria fue uno de los 102 países que participaron en los Juegos Mundiales de 2017 celebrados en Breslavia, Polonia.
Austria envió una delegación compuesta por 45 atletas que participaron en 16 deportes. La delegación terminó su participación con un total de ocho medallas.
De ellas, cinco fueron en disciplinas oficiales, repartidas en 2 de oro, 1 de plata y 2 de bronce, con lo que se colocaron en la posición 27 del medallero general.
Las otras tres fueron ganadas en el Remo bajo techo, deporte de exhibición, y en el medallero de disciplinas no oficiales Austria ocupó la posición 6 con 1 oro, 1 plata y 1 bronce.
| Oro | Plata | Bronce |
| --- | ----- | ------ |
| 2   | 1     | 2      |

## Delegación

### Baile deportivo

#### Baile Standard
| Atletas                           | Primera ronda | Primera ronda | Primera ronda | Primera ronda | Primera ronda | Repesca | Repesca | Repesca     | Repesca | Repesca   | Semifinal | Semifinal | Semifinal   | Semifinal | Semifinal | Final      | Posición |
| Atletas                           | Vals          | Tango         | Vals vienés   | Foxtrot       | Quickstep     | Vals    | Tango   | Vals vienés | Foxtrot | Quickstep | Vals      | Tango     | Vals vienés | Foxtrot   | Quickstep | Final      | Posición |
| --------------------------------- | ------------- | ------------- | ------------- | ------------- | ------------- | ------- | ------- | ----------- | ------- | --------- | --------- | --------- | ----------- | --------- | --------- | ---------- | -------- |
| Parejas                           |               |               |               |               |               |         |         |             |         |           |           |           |             |           |           |            |          |
| Barbara Westmayer y Klemens Hofer | 19            | 14            | 19            | 12            | 15            | 5       | 1       | 2           | 7       | 3         | 12        | 13        | 12          | 12        | 13        | eliminados | 12       |

#### Rock ’n’ Roll
| Dueto                         |       |   |       |   |       |    |            |            |    |
| Verena Lampeter Thomas Glaser | 50,32 | 9 | 57,18 | 5 | 69,50 | 10 | eliminados | eliminados | 10 |

### Billar
| Masculino     |      |                       |      |              |      |           |           |           |           |           |           |           |
| Albin Ouschan | Pool | # Ameur Abdelati Riad | 11:1 | # Naoyuki Oi | 9:11 | Eliminado | Eliminado | Eliminado | Eliminado | Eliminado | Eliminado | Eliminado |

### Bochas
| Atleta                          | Disciplina       | Preliminar                      | Preliminar       | Preliminar                          | Preliminar       | Semifinal                                 | Semifinal        | Final/Bronce                      | Final/Bronce     | Posición          |  |
| Atleta                          | Disciplina       | Rival                           | Resultado        | Rival                               | Resultado        | Rival                                     | Resultado        | Rival                             | Resultado        | Posición          |  |
| ------------------------------- | ---------------- | ------------------------------- | ---------------- | ----------------------------------- | ---------------- | ----------------------------------------- | ---------------- | --------------------------------- | ---------------- | ----------------- |  |
| Varonil                         |                  |                                 |                  |                                     |                  |                                           |                  |                                   |                  |                   |  |
| Philipp Wolfgang                | Raffa individual | Prueba cancelada                | Prueba cancelada | Prueba cancelada                    | Prueba cancelada | Prueba cancelada                          | Prueba cancelada | Prueba cancelada                  | Prueba cancelada | Prueba cancelada  |  |
| Gunther Baur y Philipp Wolfgang | Raffa Doble      | # Chris Cardello y John Liberto | 12:6             | # Enrico Dall’Olmo y Jacopo Frisoni | 12:5             | # Giuliano Di Nicola y Gianluca Formicone | 0:12             | # Volnei Branchi y Nei Luiz Cenci | 12:1             | Medalla de bronce |  |

### Deportes aéreos
| Atleta          | Categoría                      | Ronda 1 | Ronda 2 | Ronda 3 | Ronda 4 | Ronda 5 | Ronda 6 | Ronda 7 | Ronda 8 | Ronda 9 | Ronda 10 | Ronda 11 | Ronda 12 | Puntuación total | posición |
| --------------- | ------------------------------ | ------- | ------- | ------- | ------- | ------- | ------- | ------- | ------- | ------- | -------- | -------- | -------- | ---------------- | -------- |
| Varonil         |                                |         |         |         |         |         |         |         |         |         |          |          |          |                  |          |
| Siegfried Mayr  | Acrobacia en planeador         | 1928,50 | 1623,30 | 1619,50 | 3264,00 | –       | –       | –       | –       | –       | –        | –        | –        | 8429,50          | 8        |
| Paul Alexandrow | Paracaidismo - Canopy Piloting | 31      | 8       | 24      | 29      | 32      | 35      | 31      | 23      | 36      | 31       | 12       | 31       | 344.000          | 35       |

### Escalada
| Femenil            |        |          |   |           |           |           |
| Katharina Saurwein | Bulder | 2t6 4b16 | 7 | eliminada | eliminada | eliminada |
| Jessica Pilz       | Lead   | 4,00     | 3 | 4,50      | 5         | 5         |

### Esquí acuático
| Varonil              |       |        |   |        |   |   |
| Claudio Köstenberger | Salto | 57,0 m | 8 | 58,5 m | 7 | 7 |

### Fistball
| Equipo         | Selección Nacional de Fistball de Austria |
| -------------- | --- |
| Plantel        | Jean Andrioli Bela Gschwandtner Gustav Gürtler Manuel Helmberger Simon Lugmair Julian Payrleitner Martin Pühringer Klaus Thaller Elias Walchshofer Stefan Wohlfahrt                                 |
| Entrenador     | Martin Weiß |
| Fase de grupos | # Chile 3:2 (8:11, 9:11, 11:9, 11:8, 11:5) # Alemania 3:1 (11:8, 9:11, 11:8, 11:6) # Argentina 3:0 (11:3, 11:4, 11:9) # Suiza 1:3 (10:12, 5:11, 11:8, 8:11) # Brasil 3:1 (12:10, 12:14, 11:8, 11:9) |
| Semifinal      | Suiza 0:3 (13:15, 9:11, 11:13) |
| Tercer puesto  | Brasil 3:2 (5:11, 12:10, 11:1, 10:12, 11:5) |
| Posición       | Medalla de bronce |

### Gimnasia

#### Rítmica
| Atleta         | Categoría         | Clasificación | Clasificación | Final     | Final    | Posición |
| Atleta         | Categoría         | Puntos        | Posición      | Puntos    | Posición | Posición |
| -------------- | ----------------- | ------------- | ------------- | --------- | -------- | -------- |
| Femenil        |                   |               |               |           |          |          |
| Nicol Ruprecht | Pelota individual | 15.250        | 11            | Eliminada |          | 11       |
| Nicol Ruprecht | Aro individual    | 15.150        | 13            | eliminada |          | 13       |
| Nicol Ruprecht | Clavas individual | 13.400        | 16            | eliminada |          | 16       |
| Nicol Ruprecht | Lazo individual   | 12.450        | 17            | eliminada |          | 17       |

### Ju-Jitsu
| Femenil                             |     |                                                      |         |                                           |         |                                   |            |                                      |            |                |
| Mirneta Becirovic Mirnesa Becirovic | Duo | # Sandra Ximena Pedraza Margarita Rosa Campos Obando | 92:77,5 | # Suphawadee Kaeosrasaen Kunsatri Kumsroi | 96:86   | # Blanca Birn Annalena Sturm      | 97,5:91,5  | # Patricija Delač Sara Besal         | 99:92      | Medalla de oro |
| Varonil                             |     |                                                      |         |                                           |         |                                   |            |                                      |            |                |
| Sebastian Vosta Nicolaus Bichler    | Duo | # Bjarne Lardon Ben Jos Cloostermans                 | 89:93   | # Abu Hurrara Muhammad Ammar              | 90:84,5 | # Vuk Dragutinovic Stefan Vukotic | 97:94      | # Ruben Assmann Marnix Willem Bunnik | 97:96      | Medalla de oro |
| Mixto                               |     |                                                      |         |                                           |         |                                   |            |                                      |            |                |
| Andrea Gruber Philippe Bleyer       | Duo | # Sofia Jokl Thomas Schönenberger                    | 89:93,5 | # Charis Gravensteyn Ian Lodens           | 88:92,5 | Eliminados                        | Eliminados | Eliminados                           | Eliminados | Eliminados     |

### Karate
| Atleta                  | Categoría     | Combate 1           | Combate 1 | Combate 2        | Combate 2 | Combate 3       | Combate 3 | Semifinal          | Semifinal | Final          | Final                  | Posición         |
| Atleta                  | Categoría     | Oponente            | Resultado | Oponente         | Resultado | Oponente        | Resultado | Oponente           | Resultado | Oponente       | Resultado              | Posición         |
| ----------------------- | ------------- | ------------------- | --------- | ---------------- | --------- | --------------- | --------- | ------------------ | --------- | -------------- | ---------------------- | ---------------- |
| Femenino                |               |                     |           |                  |           |                 |           |                    |           |                |                        |                  |
| Bettina Plank           | Kumite 50 kg. | # Alexandra Recchia | 0:1       | # Kateryna Kryva | 1:0       | # Serap Özçelik | 0:2       | eliminada          | eliminada | eliminada      | eliminada              | eliminada        |
| Alisa Theresa Buchinger | Kumite 68kg   | # Kamila Warda      | 5:0       | # Amy Thomason   | 2:0       | # Lamya Matoub  | 0:0       | # Katrine Pedersen | 2:1       | # Lamya Matoub | 0:0 Derrota por Hantei | Medalla de plata |

### Kickboxing
| Femenil          |       |                     |     |                    |           |                    |                        |           |
| Myra Winkelmann  | 52 kg | # Elgoul Ahlem      | 1:2 | Eliminada          | Eliminada | Eliminada          | Eliminada              | Eliminada |
| Christin Fiedler | 56 kg | # Pamela Mara Assis | 3:0 | # Seda Duygu Aygun | 1:2       | # Malgorzata Dymus | Derrotada por abandono | 4         |

### Muay thai
| Femenil        |       |                       |       |           |           |           |           |           |           |           |           |           |           |           |           |           |           |           |           |           |           |           |           |
| Nina Scheucher | 60 kg | # Antje van der Molen | 30:30 | eliminada | eliminada | eliminada | eliminada | eliminada | eliminada | eliminada | eliminada | eliminada | eliminada | eliminada | eliminada | eliminada | eliminada | eliminada | eliminada | eliminada | eliminada | eliminada | eliminada |

### Orientación
| Femenil                                                     |                 |              |    |
| Ursula Kadan                                                | Sprint          | 15:28,40 min | 13 |
| Laura Ramstein                                              | Sprint          | 16:20,30 min | 26 |
| Ursula Kadan                                                | Media distancia | 37:29,00 min | 8  |
| Laura Ramstein                                              | Media distancia | 41:27,00 min | 21 |
| Masculino                                                   |                 |              |    |
| Gernot Kerschbaumer                                         | Sprint          | 15:48,20 min | 23 |
| Robert Merl                                                 | Sprint          | 15:36,10 min | 26 |
| Gernot Kerschbaumer                                         | Media distancia | 15:48,20 min | 23 |
| Robert Merl                                                 | Media distancia | 15:36,10 min | 14 |
| Mixto                                                       |                 |              |    |
| Ursula Kadan Laura Ramstein Gernot Kerschbaumer Robert Merl | Relevos mixtos  | 1:06:32 h    | 10 |

### Patinaje de velocidad
| Atleta             | Competencia               | Clasificación | Clasificación | Cuartos de final | Cuartos de final | Semifinal | Semifinal | Final         | Final      | Posición   |
| Atleta             | Competencia               | Tiempo        | Rang          | Tiempo           | Rang             | Tiempo    | Rang      | Tiempo/Puntos | Posición   | Posición   |
| ------------------ | ------------------------- | ------------- | ------------- | ---------------- | ---------------- | --------- | --------- | ------------- | ---------- | ---------- |
| Varonil            |                           |               |               |                  |                  |           |           |               |            |            |
| Christian Kromoser | 500 m Sprint              | 47,116 s      | 21            | eliminado        | eliminado        | eliminado | eliminado | eliminado     | eliminado  | eliminado  |
| Christian Kromoser | 10000 m Carrera de puntos | –             | –             | –                | –                | –         | –         | No terminó    | No terminó | No terminó |
| Christian Kromoser | 20000 m Eliminación       | –             | –             | –                | –                | –         | –         | No inició     | No inició  | No inició  |

### Remo bajo techo
| Femenil          |                     |            |                   |
| Magdalena Lobnig | 2000 m peso abierto | 6:40,8 min | Medalla de bronce |
| Anna Berger      | 2000 m peso ligero  | 7:12,7 min | Medalla de oro    |
| Varonil          |                     |            |                   |
| Mario Santer     | 500 m peso abierto  | 1:19,5 min | 13                |
| Florian Berg     | 2000 m peso ligero  | 6:11,5 min | 02 ! [ 8 ]        |

### Tiro con arco
| Atleta            | Categoría   | Clasificación | Clasificación | Ronda de eliminación | Ronda de eliminación | Dieciseisavos de final | Dieciseisavos de final | Octavos de final | Octavos de final | Cuartos de final | Cuartos de final | Semifinal       | Semifinal | Final            | Final     | Posición  |
| Atleta            | Categoría   | Puntos        | Posición      | Oponente             | Resultado            | Oponente               | Resultado              | Oponente         | Resultado        | Oponente         | Resultado        | Oponente        | Resultado | Oponente         | Resultado | Posición  |
| ----------------- | ----------- | ------------- | ------------- | -------------------- | -------------------- | ---------------------- | ---------------------- | ---------------- | ---------------- | ---------------- | ---------------- | --------------- | --------- | ---------------- | --------- | --------- |
| Masculino         |             |               |               |                      |                      |                        |                        |                  |                  |                  |                  |                 |           |                  |           |           |
| Gust Kerschbacher | Arco simple | 299           | 11            | # Olivier Roy        | 60:76                | –                      | –                      | –                | –                | –                | –                | Eliminado       | Eliminado | Eliminado        | Eliminado | Eliminado |
| Femenino          |             |               |               |                      |                      |                        |                        |                  |                  |                  |                  |                 |           |                  |           |           |
| Laurence Baldauff | Recurvo     | 361           | 2             | –                    | –                    | –                      | –                      | –                | –                | –                | –                | Naomi Folkard # | 53:60     | Jessica Tomasi # | 50:51     | 4         |